# Sông Âm
Sông Âm là một phụ lưu cấp 1 của sông Chu, phụ lưu cấp 2 của sông Mã, chảy ở tỉnh Thanh Hóa, Việt Nam .

## Dòng chảy
Sông Âm bắt nguồn từ hợp lưu của nhiều suối ở vùng núi biên giới Việt - Lào tại xã Yên Khương và Yên Thắng huyện Lang Chánh tỉnh Thanh Hóa, chảy về hướng đông bắc. Đoạn này có tên là sông Thao.20°10′12″B 105°3′42″Đ / 20,17°B 105,06167°Đ.
Sang xã Tam Văn sông có tên là sông Âm, đổi hướng chảy đông nam. Sông chảy qua thị trấn Lang Chánh, đến xã Xuân Dương huyện Thường Xuân thì đổ vào sông Chu.